# Regional Bus Stuttgart

Altes Logo der RBS

Die Regional Bus Stuttgart GmbH RBS ist eine Omnibusgesellschaft mit juristischem Sitz in Stuttgart und operativem Sitz in Karlsruhe. Sie ist ein hundertprozentiges Tochterunternehmen der DB Regio AG. Seit Dezember 2023 betreibt die Gesellschaft keine Buslinien mehr.
Seit 2008 verkehren die Busse der RBS unter dem Markennamen Regiobus Stuttgart.

## Geschichte
Die RBS wurde im August 1988 als Nachfolgerin des Geschäftsbereichs Bahnbus Stuttgart der Deutschen Bundesbahn (DB) gegründet.
Im April 2001 übernahm die RBS die Friedrich Müller Omnibusunternehmen (FMO) in Schwäbisch Hall und übertrug ihre Linienkonzessionen im Landkreis Schwäbisch Hall und im nördlichen Ostalbkreis an ihre Tochtergesellschaft.
Neben der Einführung eines neuen Logos mit dem Markennamen Regiobus Stuttgart unter der Dachmarke DB Bahn erfolgte vom Frühjahr 2008 bis Ende 2009 eine Umlackierung fast des gesamten Fuhrparks in verkehrsrot. Die Umstellung des Unternehmensauftritts fand bei allen deutschen Regionalbusunternehmen der DB statt, um ein einheitliches Erscheinungsbild aller Verkehrsmittel im Konzern zu erzielen.
Die Verwaltung der überwiegend in Baden-Württemberg tätigen Busgesellschaften der Deutschen Bahn befindet sich seit 2016 in Karlsruhe. Dorthin wurde auch der Sitz der RBS verlegt.
Da die Lohnkosten des eigenen Haustarifvertrags über dem Marktniveau liegen, war die RBS bei den meisten durch EU-Recht vorgegebenen Linienausschreibungen durch die kommunalen Aufgabenträger chancenlos und verlor seit 2017 einen beträchtlichen Teil der Fahrleistungen. Die Tochtergesellschaft FMO, für die der Tarifvertrag der privaten Busunternehmen in Baden-Württemberg gilt, ist hiervon nicht betroffen und konnte im Wettbewerb sowohl ehemalige RBS-Linien für sich gewinnen als auch neue Verkehrsgebiete erschließen.
Im Landkreis Ludwigsburg bekam die RBS mit eigenwirtschaftlichen Angeboten den Zuschlag für die Linienbündel 4 (Ditzingen) und 6 (Marbach/Bottwartal) ab Januar bzw. August 2019. Die Fahrleistungen werden jedoch vollständig von FMO und weiteren Subunternehmern erbracht.
Seit dem Jahr 2017 wurden die Verkehrsleistungen der RBS und der Betriebsstellen, die sogenannten Regionalcenter schrittweise an andere Busbetriebe der DB Regio, vorwiegend an die FMO Friedrich Müller Omnibus und an die RAB Regionalverkehr Alb-Bodensee übertragen. Grund dafür ist wie bereits bei Ausschreibungen im Jahr 2017 die Zahlung eines Haustarifs oberhalb des Marktniveaus. Dieser Haustarif wird von der FMO und der RAB nicht gezahlt. Mit dem Fahrplanwechsel am 10. Dezember 2023 wurde mit dem Regionalcenter Heilbronn die letzte Betriebsstelle an die FMO übertragen. Damit ist die Gesellschaft nun verkehrslos und betreibt keine Verkehre mehr.

## Betrieb
Die Gesellschaft betrieb ehemals 118 Buslinien in 18 baden-württembergischen und vier bayerischen Landkreisen. Zuletzt wurden noch etwa 53 Linien in den Verkehrsgebieten rund um Aalen, Göppingen und Heilbronn betrieben. Die RBS war in Nordwürttemberg etwa 30 Jahre lang das größte Unternehmen im Buslinienverkehr und verfügte zu Hochzeiten über mehr als 300 eigene Busse.
Einige private Omnibusunternehmen fuhren im Auftrag der RBS. Auch die RBS selbst erbrachte Fahrleistungen für andere Konzessionsinhaber, so auf Linien der Stadtwerke Heilbronn, des Nahverkehrs Hohenlohekreis und im Ostalbkreis auf Linien ihrer Tochtergesellschaft FMO.
Die Linien verliefen größtenteils innerhalb der Verkehrs- und Tarifverbünde HNV, OstalbMobil und VVS. Bei verbundüberschreitenden Fahrten galt ein eigener RBS-Haustarif. Hierbei handelte es sich um einen kilometerbasierten Tarif (Kilometerpreistabelle), bei welchem sich der Fahrpreis zwischen Start- und Zielort nicht nach Anzahl der befahrenen Tarifzonen, sondern nach der tatsächlich zurückgelegten Distanz richtet. Beim RBS-Tarif wurde die BahnCard anerkannt, während es innerhalb der Verbünde dazu unterschiedliche Regelungen gab.
Der Betrieb der Linien wurde seit 2017 an die FMO und RAB abgegeben. In diesem Zuge wurden auch die Fahrzeuge und das Personal übernommen.

### Standorte
Neben der Zentrale in Karlsruhe existierten Niederlassungen – sogenannte Regional- oder Servicecenter – in Lauda-Königshofen (geschlossen 31. Dezember 2017), Böblingen (geschlossen 31. Dezember 2018), Backnang (geschlossen 31. Dezember 2018; Übernahme durch FMO), Ludwigsburg (geschlossen 31. Juli 2019), Göppingen (geschlossen 11. Dezember 2022, Übernahme durch RAB), Aalen (geschlossen 31. Mai 2023, Übernahme durch FMO) und Heilbronn (geschlossen 10. Dezember 2023, Übernahme durch FMO), die auch als Anlaufstellen für die Kunden dienten. Die RBS besaß zwei eigene Betriebshöfe in Ludwigsburg und Böblingen, welche mittlerweile der FMO sowie Wettbewerbern gehören. Eine eigene Werkstatt befand sich auf dem Betriebshof in Ludwigsburg, auch diese wird mittlerweile von der FMO sowie von Wettbewerbern genutzt. In Aalen, Heilbronn und Schwäbisch Gmünd kooperierte das Unternehmen mit Werkstätten privater oder kommunaler Partner. Darüber hinaus gab es bis zu 40 regionale Einsatzstellen für Omnibusse, die vom nächstgelegenen Regional- bzw. Servicecenter verwaltet werden.

### Fuhrpark
In der Anfangszeit setzte die Regional Bus Stuttgart überwiegend Setra-Busse vom Typ SG 219 SL und die Mercedes-Benz-Bustypen O 305/307 ein, die zum Großteil von der Deutschen Bundesbahn übernommen wurden. Anschließend wurden bis zur Einstellung der Produktion die Nachfolgemodelle Mercedes-Benz O 405, O 405 G, O 407 und eine kleine Anzahl an O 408 gekauft. Die letzten Serien gingen 2001 komplett an die RBS.
Exoten im Fuhrpark stellten zwei im Jahr 2000 beschaffte Den Oudsten B96 aus niederländischer Produktion dar. Von 2002 bis 2004 wurden mehr als 50 Hochflurbusse des Typs Mercedes-Benz Conecto erworben.
Nachdem bei der RBS zuvor nur wenige Niederflurbusse eingesetzt worden sind, wurde der Fuhrpark ab 2004 überwiegend mit Niederflur- und Low-Entry-Bussen bestückt. Nur noch in Bereichen, die sich aus topografischen oder einsatztechnischen Gründen nicht für Niederflurbusse eignen, setzte die RBS bis 2018 noch Hochbodenbusse ein. Sie bieten mehr Sitzplätze, einen ebenen Wagenboden und sind wartungsfreundlicher.
In den Jahren 2005 und 2006 beschaffte die RBS ausschließlich Busse vom Hersteller MAN, der bei einer europaweiten Ausschreibung den Zuschlag erhielt. Zur gleichen Zeit wurden vereinzelt Lion’s Citys geliefert, die nicht den typischen RBS-Anstrich in Melonengelb und Patinagrün bekamen, sondern schlichtes Weiß. Der Grund dafür war, dass die Busse nicht mit der Regelbestellung eingekauft, sondern zusätzlich zum ursprünglichen vorgesehenen Kontingent in Dienst gestellt wurden. Der Hersteller konnte kurzfristig keine firmenadäquate Lackierung realisieren. Es handelt sich um Fahrzeuge, die nicht nur in der Lackierung abweichen, sondern auch zum Teil in den Ausstattungsdetails wie der Sitzfarbe. Die wichtigen Ausstattungsmerkmale wie zum Beispiel Klimaanlage, Automatikgetriebe und Ziel-/Haltestellenanzeigen sind jedoch mit dem RBS-Standard kompatibel.
2005 und 2006 trafen außerdem drei Hochflur-Überlandbusse vom Typ MAN Lion’s Regio ein, die den Typ Mercedes-Benz O 408 abgelöst haben und zusammen mit einem Mercedes-Benz Integro überwiegend auf der Flughafenlinie 828 zwischen Tübingen und dem Flughafen Stuttgart eingesetzt wurden.
In Lauda war ein zehn Meter langer Midibus vom Typ Mercedes-Benz Cito im blauen Design des Stadtbus Bad Mergentheim stationiert. In Bereich Heilbronn sind viele Busse im blauen NVH-Design stationiert. Darüber hinaus gab es einige Busse im Design der Stadtwerke Heilbronn, die in deren Auftrag Stadtverkehrsstrecken in Heilbronn bedienten.
2007 und 2008 lieferte EvoBus alle Neufahrzeuge, größtenteils die Modelle Mercedes-Benz Citaro G und Citaro LE. Ende 2007 erhielt die RBS die ersten beiden Gelenkfahrzeuge, die ab Werk in verkehrsrot, der Farbe des neuen Unternehmensauftritts, lackiert waren. Seit Anfang 2009 sind nahezu alle Fahrzeuge im roten Farbenkleid unterwegs, lediglich ältere Modelle waren noch im ursprünglichen Farbschema unterwegs und haben dieses auch bis zur Ausmusterung behalten.
In den Jahren 2010 bis 2012 wurden wieder Busse von MAN beschafft, ab 2013 erstmals das Modell Crossway LE von Irisbus/Iveco sowie weiterhin Lion’s City Ü und Lion’s City G von MAN und Citaro LE, Citaro LE Ü, Citaro Ü und Citaro G der Marke Mercedes-Benz. Im Jahr 2015 kamen außerdem zwei neue MAN Lion’s Regio hinzu.
Seit 2017 wurden nach und nach Fahrzeuge an FMO und andere Busgesellschaften der DB Regio abgegeben. Dieser Prozess wurde ebenfalls 2023 abgeschlossen.

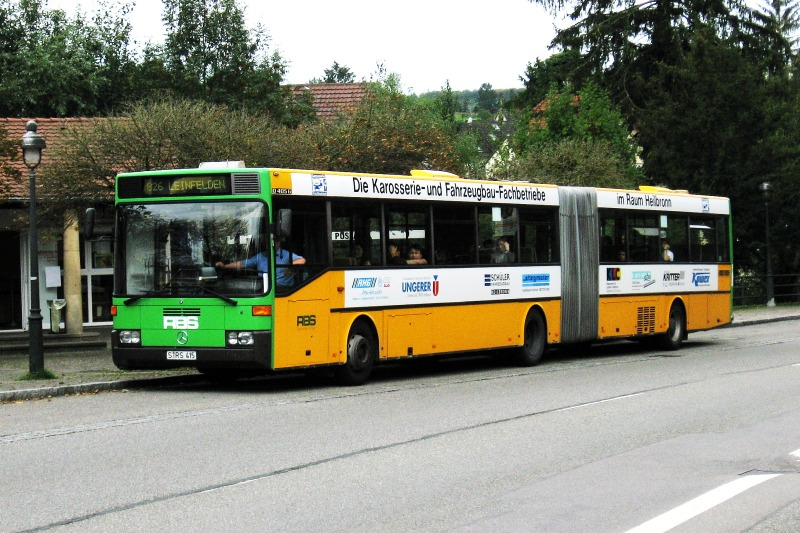
Mercedes-Benz O 405 G (Baujahr 1993)
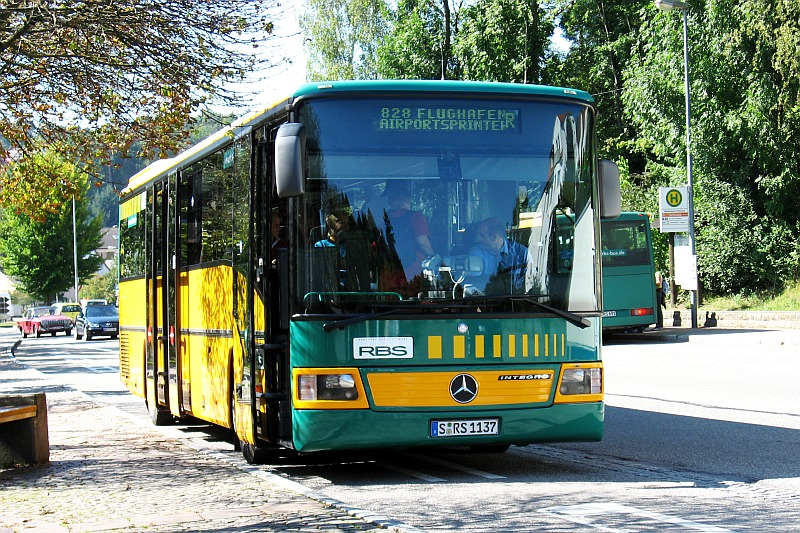
Mercedes-Benz Integro (Baujahr 2001)
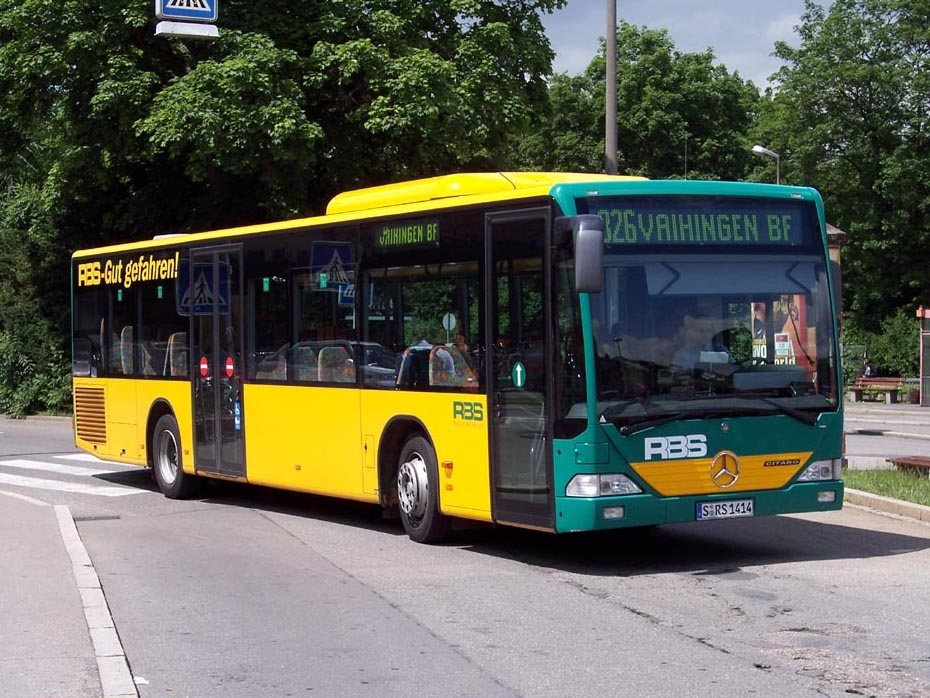
Mercedes-Benz Citaro Ü (Baujahr 2004)
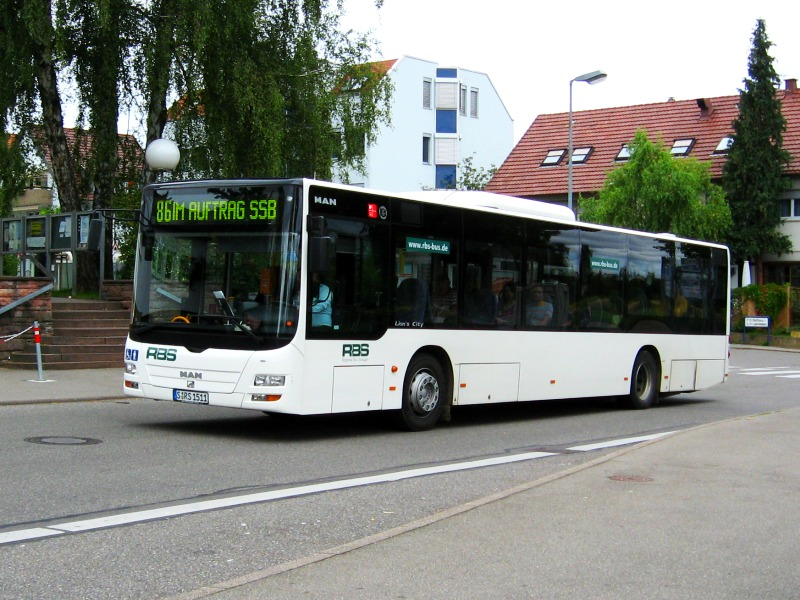
MAN Lion’s City Ü (Baujahr 2005)